# العلاقات الجورجية الهايتية
العلاقات الجورجية الهايتية هي العلاقات الثنائية التي تجمع بين جورجيا وهايتي.

## مقارنة بين البلدين
هذه مقارنة عامة ومرجعية للدولتين:
| وجه المقارنة                                              | جورجيا                          | هايتي                                |
| --------------------------------------------------------- | ------------------------------- | ------------------------------------ |
| المساحة (كم2)                                             | 69.70 ألف                       | 27.75 ألف                            |
| عدد السكان (نسمة)                                         | 3.72 مليون                      | 10.98 مليون                          |
| الكثافة السكانية (ن./كم²)                                 | 53.37                           | 395.68                               |
| العاصمة                                                   | تبليسي، كوتايسي                 | بورت أو برانس                        |
| اللغة الرسمية                                             | اللغة الجورجية، اللغة الأبخازية | لغة فرنسية، اللغة الكريولية الهايتية |
| العملة                                                    | لاري جورجي                      | جوردة هايتية                         |
| الناتج المحلي الإجمالي (بليون دولار)                      | 15.16 مليار                     | 8.41 مليار                           |
| الناتج المحلي الإجمالي (تعادل القوة الشرائية) بليون دولار | 35.68 مليار                     | 18.82 مليار                          |
| الناتج المحلي الإجمالي الاسمي للفرد دولار أمريكي          | 3.79 ألف                        | 818                                  |
| الناتج المحلي الإجمالي للفرد دولار أمريكي                 |                                 | 1.73 ألف                             |
| مؤشر التنمية البشرية                                      | 0.754                           | 0.483                                |
| رمز المكالمات الدولي                                      | +995                            | +509                                 |
| رمز الإنترنت                                              | .ge، .გე ‏                       | .ht                                  |
| المنطقة الزمنية                                           | ت ع م+04:00                     | 00                                   |

## منظمات دولية مشتركة
يشترك البلدان في عضوية مجموعة من المنظمات الدولية، منها:
| علم المنظمة | اسم المنظمة                   | تاريخ انضمام جورجيا | تاريخ انضمام هايتي |
| ----------- | ----------------------------- | ------------------- | ------------------ |
|             | يونسكو                        | 7 أكتوبر 1992       | 18 نوفمبر 1946     |
|             | مؤسسة التمويل الدولية         | 29 يونيو 1995       | 20 يوليو 1956      |
|             | مؤسسة التنمية الدولية         | 31 أغسطس 1993       | 13 يونيو 1961      |
|             | منظمة التجارة العالمية        | 14 يونيو 2000       | ?                  |
|             | الاتحاد البريدي العالمي       | ?                   | ?                  |
|             | الاتحاد الدولي للاتصالات      | 7 يناير 1993        | 10 أكتوبر 1927     |
|             | الأمم المتحدة                 | 31 يوليو 1992       | 24 أكتوبر 1945     |
|             | البنك الدولي للإنشاء والتعمير | 7 أغسطس 1992        | 8 سبتمبر 1953      |

## وصلات خارجية
- موقع وزارة الخارجية الجورجية
- موقع وزارة الخارجية الهايتية